# Orosz labdarúgó-válogatott
Az orosz labdarúgó-válogatott – vagy közkedvelt becenevükön a szbornaja – Oroszország nemzeti csapata, amelyet az orosz labdarúgó-szövetség (oroszul: Российский Футбольный Союз, magyar átírásban: Rosszijszkij Futbolnij Szojuz) irányít.
A Szovjetunió felbomlását követően alakult újjá 1991-ben. Háromszor jutott ki világbajnokságra (1994, 2002, 2014), a 2018-as tornának pedig rendezője volt. Európa-bajnokságon hat alkalommal szerepelt (1996, 2004, 2008, 2012, 2016, 2020). Legjobb eredményük egy bronzérem a 2008-as Eb-ről.
2022. február 28-án Oroszország Ukrajna ellen indított katonai inváziója miatt a FIFA és az UEFA felfüggesztett minden orosz válogatottat és klubcsapatot, melyek kizárásra kerültek a nemzetközi kupasorozatokból.

## Történelem
1991 szeptemberében a Szovjetunió szétszakadása után gyors egymás után elnyerték függetlenségüket az egyes volt (15) tagköztársaságok. Néhány tagköztársaság az UEFA, néhány az Ázsia Szövetségbe lépett be. A Nemzetközi Labdarúgó-szövetség (FIFA) nyilvántartása alapján az orosz labdarúgó-válogatott mind a szovjet, mind a Független Államok Közösségének labdarúgó-válogatottjai által elért eredmények jogutódja. A Szovjetunió felbomlása után, az újjáalakuló Oroszország első hivatalos labdarúgó-mérkőzését Mexikó válogatottja ellen játszotta Moszkvában, ahol 2–0-ás orosz győzelem született.

### A kezdetek, az első világverseny
A Pavel Szadirin szövetségi kapitány vezette orosz labdarúgó-válogatottat Görögország, Jugoszlávia, Izland, Magyarország és Luxemburg mellé az 5-ös csoportba sorsolták az 1994-es labdarúgó-világbajnokság selejtezőire, Jugoszláviát azonban a politikai okok miatt már a selejtezők megkezdése előtt kizárták. A selejtezősorozatot 6 győzelemmel és 2 döntetlennel záró szbornaja Görögországgal együtt jutott ki a világbajnokságra. Ekkor a csapat tapasztalt veteránokból – például Sztanyiszlav Csercseszov, Alekszandr Borogyuk –, valamint akkoriban pályájuk csúcsán lévő fiatalokból – például Viktor Onopko, Oleg Szalenko, Alekszandr Mosztovoj, Vlagyimir Beszcsasztnih vagy Valerij Karpin – állt.
A világbajnokság csoportkörében Kamerunnal, Svédországgal és Brazíliával kerültek össze, így már a kezdés előtt minimálisra csökkentek az oroszok továbbjutási esélyei. A papírforma be is igazolódott, ugyanis előbb a braziloktól 2–0-ás, a svédektől 3–1-es vereséget szenvedtek. A harmadik forduló előtt pont nélkül állt a csapat, így tulajdonképpen tét nélküli volt a Kamerun elleni meccs. Ennek megfelelően a felszabadult, minden tehertől mentes orosz válogatott 6–1-re kiütötte a kameruniakat többek között Oleg Szalenko 5 góljával, ami a mai napig rekord a világbajnokságok történetében. Végül a csapat 3 szerzett pontjával a csoport 3. helyén végzett, és kiestek. A VB-n nyújtott gyenge teljesítmény miatt a torna után menesztették a szövetségi kapitányt, Pavel Szadirint, és helyére Oleg Romancev került.

### A Romancev-éra

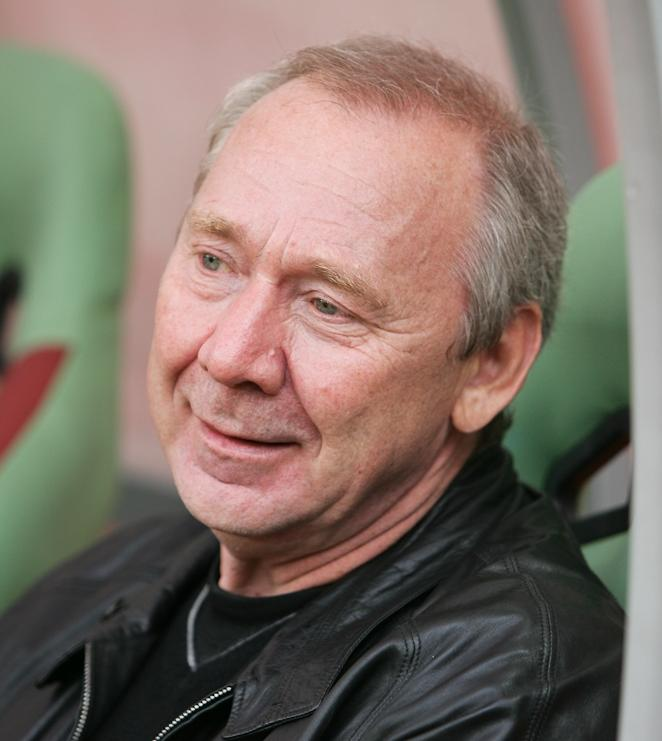
Oleg Romancev

Miután Szadirint kirúgták, Romancevnek kellett kivezetnie a nemzeti csapatot az 1996-os Európa-bajnokságra. A kapitány sok sztárt  válogatott be az 1994-es világbajnokságon szerepelt együttesből, és a selejtezőkön az egyik legkönnyebb csoportban szerepelve, csoportelsőként jutottak ki a kontinenstornára. A selejtezőbeli csoportellenfelek Skócia, Görögország, Finnország, San Marino és Feröer voltak, és végül veretlenül, 8 győzelemmel és 2 döntetlennel végeztek ebben a csoportban.
Az Európa-bajnokságon a C csoportba, Németország, Csehország és Olaszország mellé sorsolták az oroszokat. A szakemberek szerint ez volt a halálcsoport, és itt a „Szbornaja” volt a leggyengébb csapat. Az első meccsen, az olaszok ellen, már 5 perccel a meccs kezdése után jött Pierluigi Casiraghi, és vezetést szerzett az olasz gárdának. Negyed órával később aztán egyenlítettek az oroszok, Ilja Cimbalar szerzett gólt. Ám nem sokáig örülhettek, ugyanis a találkozó vége felé ismét Casiraghi villant, és második gólját megszerezve az olaszok 2–1-re vezettek, amit meg is tartottak a lefújásig. Ezután az orosz együttestől senki sem várt túl sokat a németek ellen, ám az első félidő, sokak meglepetésére, gól nélküli döntetlennel zárult. Azonban a második játékrészben már a németek domináltak, Matthias Sammer az 56., Jürgen Klinsmann a 77. percben talált be, majd 12 perccel később az orosz védők hatalmas hibáját kihasználva a németek újabb gólt szereztek, és sima 3–0-lal intézték el az oroszokat. Az utolsó fordulóban, Csehország ellen egy kis vigaszra lelhettek az orosz játékosok. Hiába vezettek a csehek már 20 perc után 2 góllal Jan Suchopárek és Pavel Kuka révén, az oroszok nem adták föl, és a 2. félidőben 5 perc alatt egyenlítettek Alekszandr Mosztovoj és Omari Tyetradze góljaival, sőt nemcsak kiegyenlítettek, hanem vezetést is szereztek Beszcsasztnih góljával, ám itt még nem volt vége a meccsnek. A csehek ugyanis, mivel ekkor még nem volt biztos a továbbjutásuk, nagyon hajtottak, és sikerült is kiegyenlíteniük Vladimír Šmicer kései góljával. A csalódást keltő Európa-bajnokság után Romancev lemondott.

### 1997–1999: Elszalasztott lehetőségek
Az Európa-bajnokság után, még 1996-ban a korábban lemondott Romancev helyére a korábbi szovjet válogatott Borisz Ignatyevet ültették, ám kapitánykodása nem volt túl eredményes, ugyanis az lett volna a feladata, hogy vezesse ki a szbornaját az 1998-as világbajnokságra. A válogatott kerete ekkor már átalakulóban volt, ugyanis az 1996-os Európa-bajnokságon szerepelt csapatból már csak hárman (Onopko, Mosztovoj, Karpin) maradtak a válogatottban. A világbajnoki-selejtezők alatt Bulgáriával, Izraellel, Ciprussal és Luxemburggal az 5. csoportban szerepeltek. Itt sokak szerint Oroszország és Bulgária volt a 2 fő esélyes, valamint Izraelt emlegették még egy lapon velük, de nekik kevesebb esélyt adtak. Az oroszok jól kezdtek, ugyanis az első 2 meccsen győzni tudtak Ciprus és Luxemburg ellen, majd a következő 2 meccsen 2 döntetlen következett, Izrael és Ciprus ellen. Ezután ismét egy 2 meccses győzelmi széria jött a Luxemburg és Izrael elleni meccseken. Ezután az orosz gárda elszenvedte egyetlen vereségét Bulgária ellen, 1–0-ra kaptak ki. Az utolsó meccsen ugyan simán, 4–2-re megverték a visszavágón a bolgárokat, de ígyis csak a 2. helyen mögöttük, így pótselejtezőre kényszerültek, ahol az olaszokat kapták ellenfélnek. Az első meccsen egy, az oroszok számára szerencsés 1–1-es döntetlen született, ahol Fabio Cannavaro egy öngóllal egyenlített az oroszoknak. A visszavágón már nem volt szerencséje az orosz együttesnek, ugyanis Pierluigi Casiraghi góljával 1–0-ra nyertek az olaszok, és ez azt jelentette, hogy az ők utazhattak a franciaországi világbajnokságra.

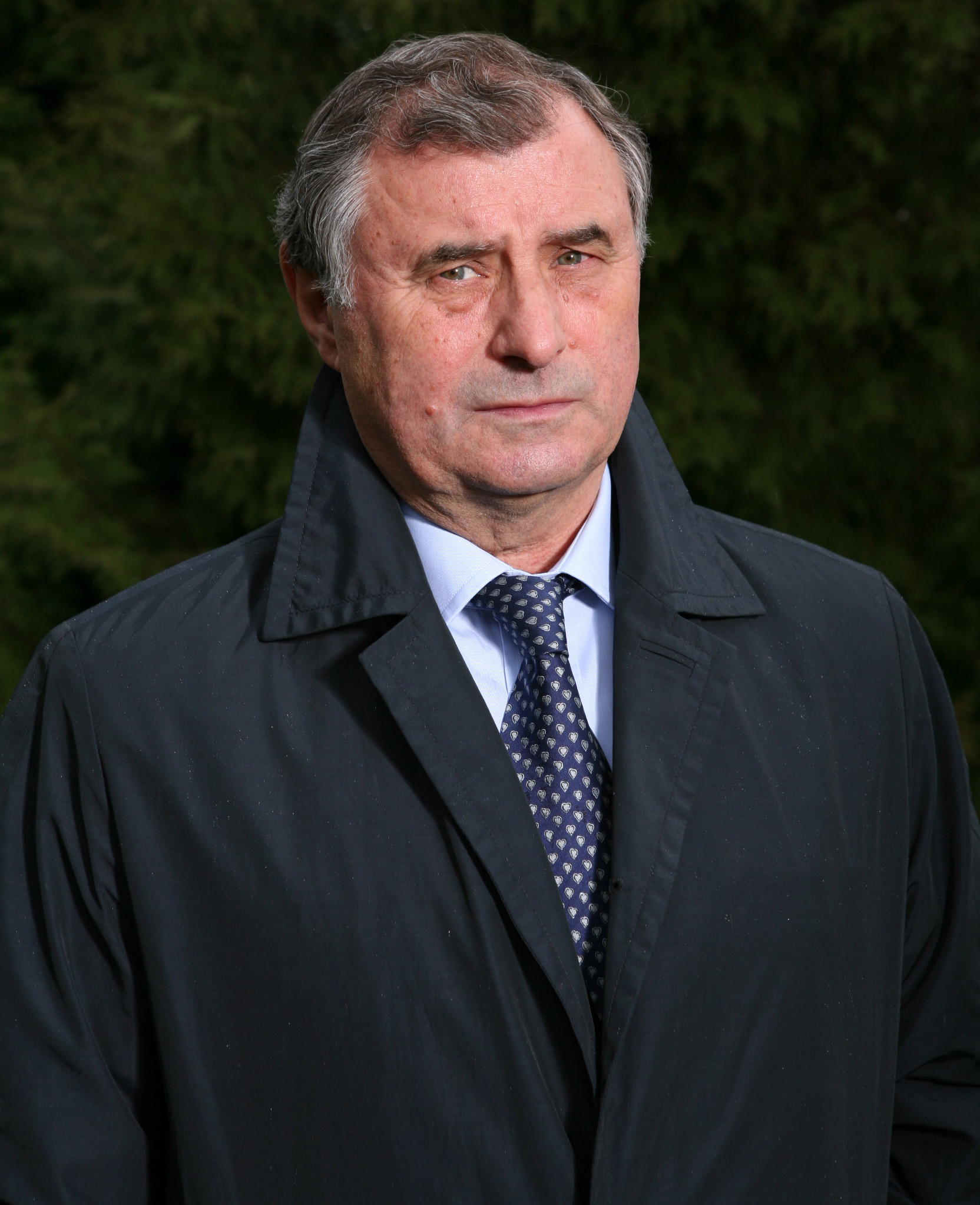
Anatolij Bisovec

Miután a gárda nem jutott ki az 1998-as világbajnokságra, a következő cél a 2000-es Európa-bajnokság volt, amit Belgiumban és Hollandiában rendeztek. A szövetségi kapitány a korábbi szovjet legenda, Anatolij Bisovec lett, aki csak nagyon kis változtatásokat végzett a keretben, de például behívott pár játékost az idősebb generációból. Emellett behívta azt az Alekszandr Panovot is, aki a selejtezők során a legeredményesebb orosz góllövő lett. A selejtezőkre az oroszok a 4. csoportba kerültek, csakúgy, mint Franciaország, Ukrajna, Izland, Örményország és Andorra. Ebben a csoportban az oroszok és a franciák számítottak a 2 legnagyobb esélyesnek, valamint mögéjük Ukrajnát várták. Az oroszok nagyon rosszul kezdtek, ugyanis rögtön első 3 meccsükön vereséget szenvedtek, sorrendben Ukrajnától, Franciaországtól és Izlandtól. Emiatt a szövetség hirtelen kirúgta Bisovecet, és ismét Romancevet kérte fel a szövetségi kapitányi poszt betöltésére. Romancev reaktiválását követően egy teljesen más orosz válogatottat láthattak a szurkolók, és ekkor már azon voltak, hogy megpróbálják ledolgozni az első 3 fordulóban összeszedett tetemes hátrányukat. A következő 6 meccsen győzelmet arattak, például a Stade de France-ban történelmi, 3–2-es győzelmet arattak Franciaország felett is. Ekkor jött az utolsó forduló, ahol a szbornaja Ukrajnával találkozott. Itt a győzelem az oroszok számára pótselejtezős helyet ért volna. A meccs az első félidőben és a második nagy részében is 0–0-ra állt, amikor a 75. percben szabadrúgást kaptak, éppen csak az ukrán tizenhatoson kívül. Valerij Karpin állt a labda mögé, és be is lőtte azt, így az állás 1–0-ra módosult. Ám nem tarthatott sokáig az örömük, ugyanis a 87. percben Ukrajna is szabadrúgáshoz jutott, és ezt Andrij Sevcsenko nagyszerű mozdulattal csavarta el a kapus Filimonov mellett, ezzel 1–1 lett az állás. Mivel a hátralévő kevés időben már nem született újabb gól, a döntetlen azt jelentette, hogy Oroszország 19 ponttal, 6 győzelemmel, 1 döntetlennel és 3 vereséggel  a számukra csalódást keltő 3. helyen végzett, így egymás után a második nagy tornára nem sikerült kijutniuk.

### Újjáéledés
Romancevvel annyira elégedettek voltak, hogy egészen a 2002-es VB-ig szerződést hosszabbítottak vele. Cserébe „csak” annyi volt a feladata, hogy vezesse ki a válogatottat a kontinensviadalra. A selejtezőkre Oroszország az 1. csoportba került Szlovéniával, Jugoszláviával, Svájccal, a Feröer-szigetekkel és Luxemburggal. Ebben a csoportban ismét ők, valamint a svájciak és a jugoszlávok voltak a favoritok. Végül az orosz csapat csoportelsőként fejezte be a selejtezősorozatot, 7 győzelemmel, 2 döntetlennel, valamint egy vereséggel, így egyenes ágon kijutott a Dél-Koreában és Japánban tartandó világbajnokságra.

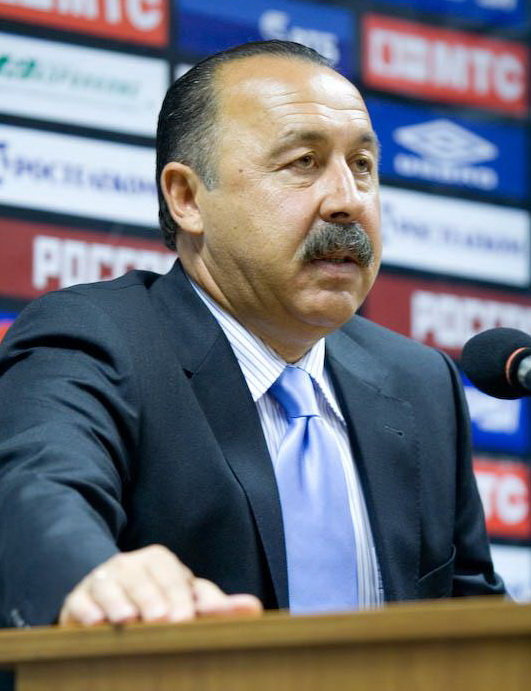
Valerij Gazzajev

A világbajnokságon a H csoportba osztották be az együttest, ahol a csoportellenfelek Belgium, Tunézia és Japán voltak. Ezt a csoportot tartották az összes közül a leggyengébbnek, és az oroszoknak jó esélyt adtak a továbbjutásra. A válogatott kerete ekkor tapasztalt veteránok – Karpin, Onopko – és fiatal tehetségek – például Szicsov és Kerzsakov – egyvelege volt. Oroszország az első meccsen egy kényelmes, 2:0-s győzelmet aratott Tunézia felett Karpin és Tyitov góljaival. A második meccsen, Japán ellen a média és a szurkolók is győzelmet vártak a szbornajától. Ám az 51. percben a japánok Inamoto révén vezetést szereztek. A mérkőzés hátralévő részében az orosz együttes több, nagyobbnál nagyobb helyzetet dolgozott ki, ám egyet sem tudott gólra váltani közülük, és a japánok megőrizték 1 gólos vezetésüket, és megnyerték a meccset. Ám vereségük ellenére az utolsó fordulóban, Belgium ellen egy döntetlen is elég lett volna a továbbjutáshoz, valamint a szakértők is az ő győzelmüket várták. Az oroszok azonban nem bírtak az esélyesség terhével, és már a 7. percben hátrányba kerültek Johan Walem révén. Hiába egyenlített Beszcsasztnih az 52. percben, 11 perccel később ismét a belgáknál volt az előny, ezúttal Wesley Sonck szerzett vezetést nekik. Az orosz válogatott még reménytelenebb helyzetbe került, amikor Marc Wilmots rúgott egy újabb gólt az orosz kapuba. A 88. percben ugyan szépített Szicsov, ám ekkor már hiába támadtak, a hátralévő rendkívül kevés idő alatt már nem tudták bevenni De Vlieger kapuját. Oroszország végül 3 ponttal, 1 győzelemmel és 2 vereséggel a H csoport 3. helyén végzett, és ez azt jelentette, hogy egy újabb világversenyen nem sikerült a csoportból való továbbjutás.
A VB után már nem Romancev volt a szövetségi kapitány. Helyére a CSZKA Moszkva és az orosz utánpótlás-válogatott akkori edzője, Valerij Gazzajev került, és a korábbi kapitányokhoz hasonlóan az volt a feladata, hogy vezesse ki a válogatottat a soron következő tornára. Gazzajev feladata nem volt egyszerű, ugyanis a 2004-es EB selejtezőire az orosz együttes Svájccal, Írországgal, Albániával és Grúziával került össze. Itt Írországot és Svájcot is esélyesebbnek tartották, mint őket. Ennek ellenére az oroszok számára jól indult a selejtező, ugyanis 2 győzelemmel indítottak Írország és Albánia ellen. A következő meccsek már nem sikerültek ilyen jól, a grúz és az albán csapattól is kikaptak. Ekkor még haladékot adtak Gazzajevnek, ám mikor Bázelben csak egy csalódást keltő 1:1-es döntetlent értek el Svájc ellen, már nem maradt tovább. A következő, Írország elleni meccsen már Georgij Jarcev vezetésével értek el egy újabb 1:1-es döntetlent. Az utolsó 2 fordulóban, hazai pályán Svájc és Grúzia ellen is győzni tudtak, így végül 2. helyen végeztek a csoportban, és ez azt jelentette, hogy Wales ellen, pótselejtezőn kellett kivívniuk az EB-szereplést. Az első meccsen, Moszkvában csak 0:0 lett az eredmény, így a visszavágót a walesiek várhatták kedvezőbb helyzetből. Azonban Cardiffban kisebb meglepetésre az oroszok 1:0-ra győzni tudtak Vagyim Jevszejev góljával. Ezzel az orosz együttes teljesítette minimális célját, és kijutott a 2004-es EB-re. Ezt a győzelmet azonban beárnyékolta Jegor Iljics Tyitov pozitív drogtesztje. Sokan az orosz válogatott kizárását követelték, ám végül csak Tyitov kapott 1 éves eltiltást.

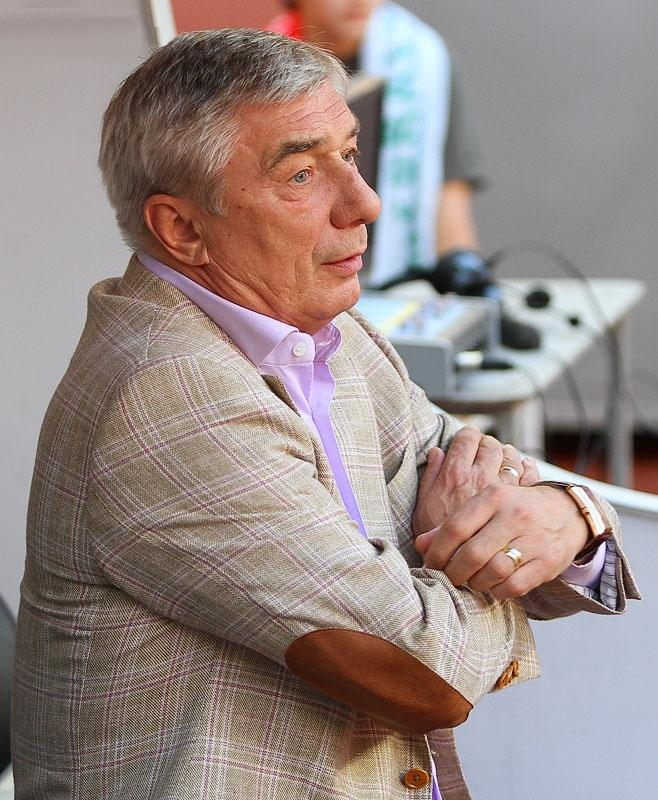
Georgij Jarcev 2003 és 2005 között volt az orosz válogatott szövetségi kapitánya

Az EB-n Oroszországot az A csoportba sorsolták Görögországgal, Spanyolországgal, valamint Portugáliával. Itt a szakértők a görögöket és az oroszokat várták a csoport utolsó két helyére. A válogatott, Jarcev vezetésével nagyrészt a 2002-es VB-n szerepelt játékosokból: Alekszej Szmertyin, Dmitrij Szennyikov, Dmitrij Alenyicsev, Alekszandr Mosztovoj, emellett ekkor már befutott fiatal játékosokból – Jevgenyij Aldonyin, Dmitrij Kiricsenko, Alekszandr Kerzsakov – állt. Június 12-én, a torna nyitónapján Oroszország Spanyolországgal találkozott. Az első félidőben még állták a spanyol rohamokat, ám a 60. percben Valerón vezetést szerzett a spanyol csapatnak. Később még rosszabb lett a helyzet, amikor a hátvéd Roman Saronovot második sárga lapja után kiállította a bíró. Emberelőnyük ellenére a spanyolok nem tudtak újabb gólt lőni, így maradt az 1:0-s állás. 4 nappal később a szbornaja Portugáliával játszott. Ezen a meccsen, mivel az első fordulóban Portugália is kikapott Görögországtól, mindkét csapatnak győznie kellett az életbenmaradáshoz. Az oroszok gyorsan hátrányba kerültek, Maniche ugyanis már a 7. percben betalált Ovcsinnyikov hálójába. Később az orosz kapust kiállították, amiért a 16-oson kívül ért kézzel a labdához. A helyére beálló Malafejev ugyan több nagy védést is bemutatott, de Rui Costa közeli lövésével nem tudott mit kezdeni, így az orosz együttes végül simán, 2:0-ra kikapott. A 3. fordulóban egy tét nélküli meccset játszottak a görögök ellen. Az oroszok ekkor már felszabadultan játszhattak, és ennek megfelelően rendkívül gyorsan, már a 2. percben vezetést szereztek Kiricsenko révén. A 17. percben, Guszev szöglete után Bulikin is betalált, ezzel Oroszország már 2:0-ra vezetett. A végén Vrízasz ugyan szépített, de az orosz győzelem ekkor már biztos volt, Oroszország végül 2:1-re nyert.
A 2006-os VB-selejtezőkön továbbra is Jarcev vezetésével szerepelt az orosz csapat. Itt a 3. csoportba kerültek Portugália, Szlovákia, Észtország, Lettország, Luxemburg és Liechtenstein mellé. Itt a portugálok voltak a csoport abszolút favoritjai. Oroszország egy nem túl biztató 1:1-es döntetlennel kezdett hazai pályán, Szlovákia ellen 2004. szeptember 7-én. A következő fordulóban a nem túl acélos Luxemburgot ütötték ki egy sima 4:0-lal. Ezután elszenvedték történetük egyik legnagyobb arányú vereségét, Portugália 7:1-re győzte le őket. Később nyertek Liechtenstein és Észtország ellen, de az észtek elleni visszavágó 1:1-es eredménye után Jarcevet kirúgták, helyére Jurij Szjomin került. Első meccsén rögtön győzelmet ünnepelhetett az orosz együttes, 2:0-ra győztek Lettország ellen. A visszavágón, Rigában 1:1 született. Ekkor úgy tűnt, az oroszoknak sikerül lehagynia üldözőiket, ugyanis döntő győzelmeket arattak Luxemburg és Lichtenstein ellen is, emellett egy nagyon fontos 0:0-s döntetlent játszottak Portugáliával. Az utolsó fordulóban, Szlovákia ellen győzniük kellett ahhoz, hogy pótselejtezős helyen végezzenek. Ám mivel csak 0:0-t tudtak elérni, ezért 1 ponttal lemaradtak a szlovákok mögött, és csak a 3. helyen végeztek. Az együttes 23 ponttal, 6 győzelemmel, 5 döntetlennel és 1 vereséggel zárta a selejtezőket.

### 2008 és 2016 közötti időszak
A csalódást keltő Vb-selejtezőbeli szereplés miatt a szövetségi kapitány, Jurij Szjomin lemondott, és az orosz szövetség az EB-selejtezőkig mindenképpen szeretett volna találni egy jó külföldi edzőt, aki elvállalja az orosz szövetségi kapitányi posztot. 2006. április 10-én meg is egyeztek a holland Guus Hiddinkkel, így tehát ezúttal az ő feladata volt, hogy kijuttassa az orosz együttest az Európa-bajnokságra. A selejtezőket a 2. helyen zárták, Horvátország mögött, és hatalmas bravúrral Anglia előtt.
A csapat aztán a tornán is egész Európát meglepte menetelésével, egészen az elődöntőig jutottak olyan csapatokat megverve mint Hollandia és Svédország. Végül az elődöntőben 3:0-s vereséget szenvedtek a későbbi Európa-bajnoktól, Spanyolországtól.
A sikeres Eb-szereplés ellenére nem Guus Hiddink maradt a szövetségi kapitány, helyét Dick Advocaat vette át és vele kezdték meg a 2010-es labdarúgó-világbajnokság selejtezőit. A selejtezőcsoportban a német válogatott volt a favorit, a szbornaja mindkét alkalommal vereséget szenvedett tőlük, a többiek ellen azonban rendre győzni tudtak, kivéve az utolsó fordulóban, ahol 1-1-es döntetlen született Azerbajdzsán ellen, így pótselejtezniük kellett, ahol Szlovénia volt az ellenfél. Az első meccset hazai pályán meg is nyerte a csapat 2-1-re, az idegenbeli visszavágón azonban a szlovének bizonyultak jobbnak és idegenben lőtt góllal Szlovénia jutott ki a vb-re.

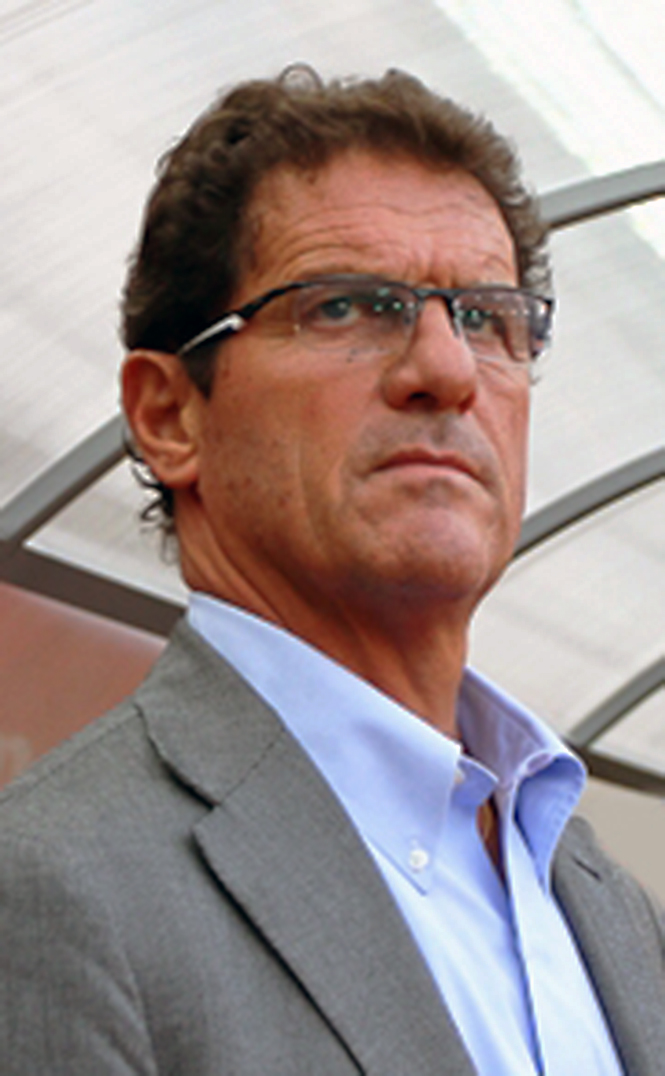
Fabio Capello 2012 és 2015 között irányította az orosz válogatottat

A rosszul elsült vb-selejtező ellenére is Advocaat maradt a kapitány a 2012-es labdarúgó Európa-bajnokság selejtezőin. A selejtezőcsoportjában egyértelmű favorit volt az orosz válogatott, ennek megfelelően teljesített a sorozatban, ahol 7 győzelemmel, 2 döntetlennel és 1 vereséggel a csoport első helyén zártak 23 ponttal Írország előtt, akik 21 pontot szereztek.
A válogatott nagyon belekezdett az Eb-n, az első körben rögtön 4 gólt rúgtak a cseheknek, ezt követően lejtmenetbe került az orosz csapat, hiszen a társrendező lengyelek ellen döntetlent értek el, míg Görögország ellen 1-0-s vereséget szenvedtek, így 4 ponttal csoportjuk harmadik helyén zártak és kiestek, az Eb után Advocaat lemondott a szövetségi kapitányi tisztségről.
A vb-selejtezőkön már az olasz Fabio Capello irányította az oroszokat, céljuk természetesen az volt, hogy kijussanak a 2014-es labdarúgó-világbajnokságra. Selejtezőcsoportjukban Portugáliával együtt ők voltak az első számú esélyesei a csoport első két valamelyikére, ennek megfelelően alakult a csoport is, az orosz válogatott csak a portugáloktól kapott ki 2 alkalommal, a többi meccset 1 döntetlen kivételével mind megnyerte a szbornaja és csoportelsőként, 22 ponttal jutottak ki a világbajnokságra 2002 után.
Viszont ez a világbajnokság sem alakult valami fényesen, a csoportmeccsek első körében 1-1-es döntetlent játszottak Dél-Korea ellen, majd a belgáktól kikaptak 1-0-ra, végül az utolsó körben Algéria ellen is egy döntetlenre futotta, így idő előtt kiestek a brazíliai vb-ről.
Az Eb-selejtező során a G jelű csoportba kerültek, ahol többek között Svédország és Ausztria ellen kellett kiharcolni a 2016-os labdarúgó Európa-bajnokságon való részvételt.
Az első meccset simán hozták Liechtenstein ellen, azonban a svédek és a moldávok ellen döntetlent játszottak, az osztrákoktól pedig 1-0-ra kikaptak, a Montenegró elleni meccsen pedig a 67. percben történt szurkolói rendbontás miatt félbeszakadt a találkozó, a meccset 3-0-al az oroszok kapták meg. Az osztrákok elleni újabb 1-0-s fiaskó után a szövetség menesztette Capellot a kispadról, az utolsó 4 selejtezőmérkőzésen pedig már Leonyid Szluckij volt az oroszok szövetségi kapitánya, az ő vezérletével mind a négy meccset megnyerték az oroszok és az új rendszernek hála Ausztria mögött a második helyen jutottak ki a franciaországi viadalra.
A december 12-i sorsoláson a B-csoportba került az orosz válogatott, ahol Angliát, Szlovákiát és Walest kapta ellenfélnek. Anglia ellen kezdték a tornát és sokáig 1–0-ás hátrányban voltak, de Vaszilij Berezuckij góljával a 91. percben sikerült egyenlíteniük. Szlovákia ellen 2–1-re, Wales ellen pedig 3–0-ra kaptak ki és kiestek. 

### 2017–2018

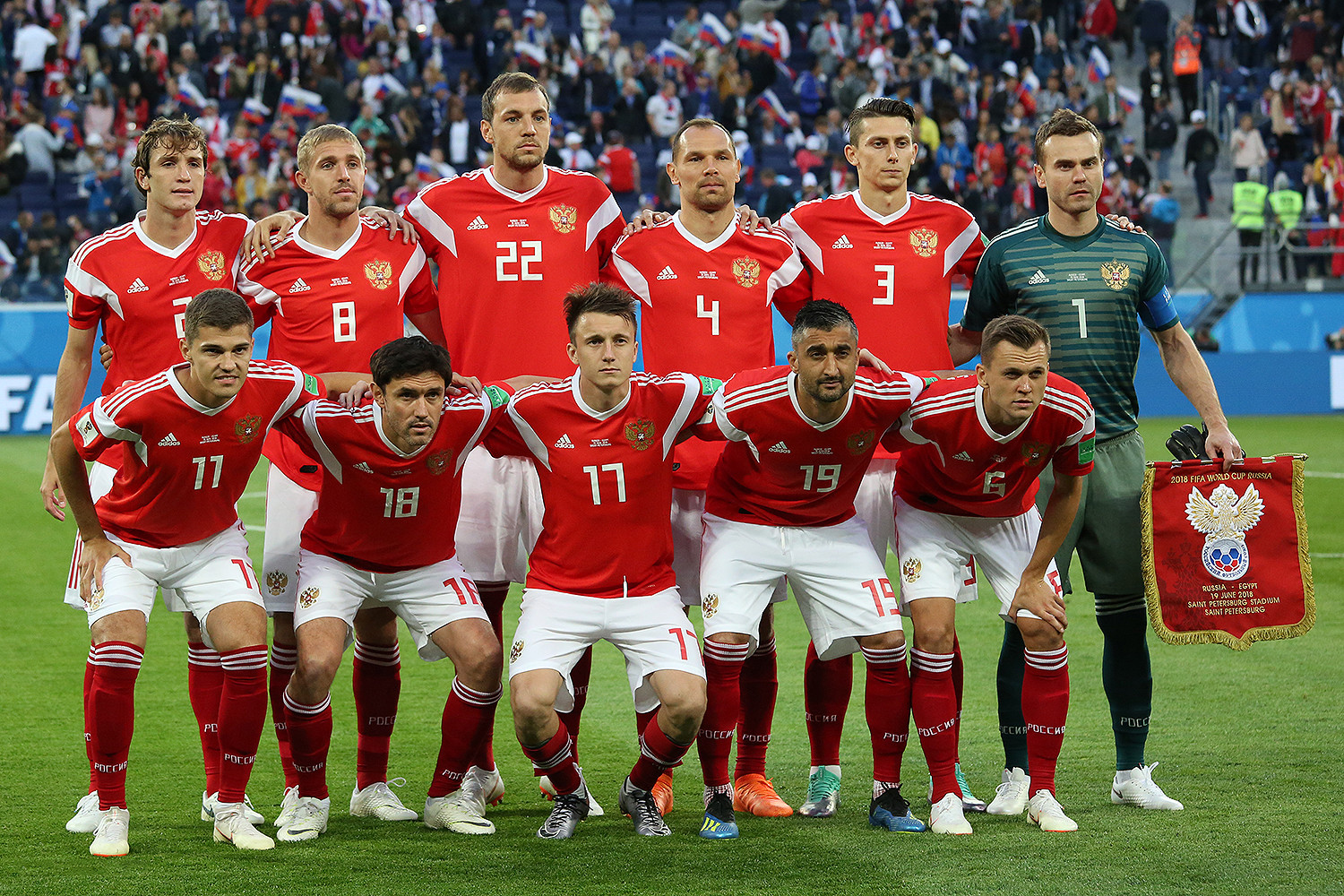
Az orosz válogatott a 2018-as világbajnokságon

A 2017-es konföderációs kupán rendezőként vettek részt. Első mérkőzésükön Michael Boxall öngóljával és Fjodor Szmolov találatával 2–0-ra legyőzték Új-Zélandot. A folytatásban Portugáliától 1–0-ra, Mexikótól 2–1-re kaptak ki és nem jutottak tovább a csoportkörből.
A 2018-as világbajnokság házigazdájaként nem kellett selejtezőt játszaniuk. Egyiptom, Szaúd-Arábia és Uruguay társaságában az A csoportban szerepeltek. A torna nyitómérkőzésén 5–0-ra verték Szaúd-Arábiát. A második csoportmérkőzésen Egyiptomot győzték le 3–1-re. A zárókörben Uruguay ellen 3–0-ra kikaptak. A nyolcaddöntőben Spanyolországgal találkoztak. A rendes játékidő 1–1-gyel zárult és a hosszabbításban nem született újabb gól, így következtek a büntetőrúgások, amit 4–3-ra az oroszok nyertek. A negyeddöntőben Horvátország ellen Gyenyisz Cserisev góljával megszerezték a vezetést, de a horvátoknak sikerült egyenlíteniük. A hosszabbításban Domagoj Vida előnyhöz juttatta a horvátokat, melyre Mário Fernandes válaszolt beállítva a 2–2-es végeredményt. A büntetőpárbajban 4–3 arányban alulmaradtak az oroszok. A 2018-19-es UEFA Nemzetek Ligájában az B ligában Svédország és Törökország volt az ellenfelük. Törökországban Gyenyisz Cserisev és Artyom Dzjuba góljával 2–1-re győztek. Svédország ellen hazai pályán 0–0-ás döntetlent játszottak. Roman Neustädter és Artyom Dzjuba találataival 2–0-ra verték Törökországot hazai pályán, végül Svédországban kaptak ki 2–0-ra. Svédország mögött a csoport második helyén végeztek.

### 2020-as évek
A 2020-21-es kiírásban a B liga 3. csoportjában szerepeltek. Szerbiát 3–1-re verték hazai pályán és Magyarországon is legyőzték idegenben 3–2-re. Ezt követte a Törökország elleni 1–1-es és a Magyarország elleni 0–0-ás döntetlen. Törökországban 3–2 arányban alulmaradtak, végezetül Szerbiában egy 5–0-ás vereséggel zárták a sorozatot. Magyarország mögött a második helyen végeztek. A 2020-as Európa-bajnokságon az B csoportban szerepeltek Belgium, Dánia és Finnország társaságában. Belgium ellen 3–0-ás vereséggel kezdték a tornát. Finnországot Alekszej Mirancsuk góljával legyőzték 1–0-ra. A harmadik csoportmérkőzésen Dániától szenvedtek 4–1-es vereséget és a csoport utolsó helyén végeztek.
A 2022-es világbajnokság selejtezőiben Horvátországgal, Szlovákiával, Szlovéniával, Ciprussal és Máltával voltak egy csoportban. Horvátország mögött a második helyen zárták a selejtezőket, ami pótselejtezőt ért, ahol Lengyelországot kapták ellenfélül.
2022. február 24-én Oroszország katonai inváziót indított Ukrajna ellen. Ennek nyomán több ország, köztük Albánia, Anglia, Skócia, Svájc, Wales, valamint Oroszország pótselejtezős ellenfelei Lengyelország, Csehország és Svédország is kijelentette, hogy nem hajlandó pályára lépni az orosz válogatott ellen. A FIFA február 27-én reagált és szankciókkal sújtotta Oroszországot. Ezentúl csak semleges helyszínen léphetnek pályára az Orosz Labdarúgó-szövetség neve alatt az orosz zászló és a himnusz eljátszása nélkül. Az UEFA döntőse értelmében elvették Szentpétervártól a 2022-es UEFA-bajnokok ligája döntőjét, amit a Kresztovszkij Stadionban rendeztek volna meg. Február 28-án a FIFA és az UEFA is felfüggesztette az orosz tagságot és valamennyi válogatottat és klubcsapatot kizártak a nemzetközi kupasorozatokból.

## Nemzetközi eredmények

### Világbajnokság
Negyedik hely       Egészben vagy részben hazai rendezésű

| Világbajnokság | Világbajnokság                               | Világbajnokság                               | Világbajnokság                               | Világbajnokság                               | Világbajnokság                               | Világbajnokság                               | Világbajnokság                               | Világbajnokság                               | Világbajnokság                               | Selejtezők                         | Selejtezők                         | Selejtezők                         | Selejtezők                         | Selejtezők                         | Selejtezők                         | Selejtezők                         |
| Év             | Eredmény                                     | H.                                           | M                                            | Gy                                           | D                                            | V                                            | G+                                           | G–                                           | Keret                                        | H.                                 | M                                  | Gy                                 | D                                  | V                                  | G+                                 | G–                                 |
| -------------- | -------------------------------------------- | -------------------------------------------- | -------------------------------------------- | -------------------------------------------- | -------------------------------------------- | -------------------------------------------- | -------------------------------------------- | -------------------------------------------- | -------------------------------------------- | ---------------------------------- | ---------------------------------- | ---------------------------------- | ---------------------------------- | ---------------------------------- | ---------------------------------- | ---------------------------------- |
|                |                                              |                                              |                                              |                                              |                                              |                                              |                                              |                                              |                                              |                                    |                                    |                                    |                                    |                                    |                                    |                                    |
| Szovjetunió    |                                              |                                              |                                              |                                              |                                              |                                              |                                              |                                              |                                              |                                    |                                    |                                    |                                    |                                    |                                    |                                    |
| 1930           | nem volt FIFA-tag                            | nem volt FIFA-tag                            | nem volt FIFA-tag                            | nem volt FIFA-tag                            | nem volt FIFA-tag                            | nem volt FIFA-tag                            | nem volt FIFA-tag                            | nem volt FIFA-tag                            | nem volt FIFA-tag                            | nem volt FIFA-tag                  | nem volt FIFA-tag                  | nem volt FIFA-tag                  | nem volt FIFA-tag                  | nem volt FIFA-tag                  | nem volt FIFA-tag                  | nem volt FIFA-tag                  |
| 1934           | nem volt FIFA-tag                            | nem volt FIFA-tag                            | nem volt FIFA-tag                            | nem volt FIFA-tag                            | nem volt FIFA-tag                            | nem volt FIFA-tag                            | nem volt FIFA-tag                            | nem volt FIFA-tag                            | nem volt FIFA-tag                            | nem volt FIFA-tag                  | nem volt FIFA-tag                  | nem volt FIFA-tag                  | nem volt FIFA-tag                  | nem volt FIFA-tag                  | nem volt FIFA-tag                  | nem volt FIFA-tag                  |
| 1938           | nem volt FIFA-tag                            | nem volt FIFA-tag                            | nem volt FIFA-tag                            | nem volt FIFA-tag                            | nem volt FIFA-tag                            | nem volt FIFA-tag                            | nem volt FIFA-tag                            | nem volt FIFA-tag                            | nem volt FIFA-tag                            | nem volt FIFA-tag                  | nem volt FIFA-tag                  | nem volt FIFA-tag                  | nem volt FIFA-tag                  | nem volt FIFA-tag                  | nem volt FIFA-tag                  | nem volt FIFA-tag                  |
| 1950           | nem indult                                   | nem indult                                   | nem indult                                   | nem indult                                   | nem indult                                   | nem indult                                   | nem indult                                   | nem indult                                   | nem indult                                   | nem indult                         | nem indult                         | nem indult                         | nem indult                         | nem indult                         | nem indult                         | nem indult                         |
| 1954           | nem indult                                   | nem indult                                   | nem indult                                   | nem indult                                   | nem indult                                   | nem indult                                   | nem indult                                   | nem indult                                   | nem indult                                   | nem indult                         | nem indult                         | nem indult                         | nem indult                         | nem indult                         | nem indult                         | nem indult                         |
| 1958           | Negyeddöntő                                  | 6.                                           | 5                                            | 2                                            | 1                                            | 2                                            | 5                                            | 6                                            | Keret                                        | 1.                                 | 5                                  | 4                                  | 0                                  | 1                                  | 18                                 | 3                                  |
| 1962           | Negyeddöntő                                  | 6.                                           | 4                                            | 2                                            | 1                                            | 1                                            | 9                                            | 7                                            | Keret                                        | 1.                                 | 4                                  | 4                                  | 0                                  | 0                                  | 11                                 | 3                                  |
| 1966           | Negyedik hely                                | 4.                                           | 6                                            | 4                                            | 0                                            | 2                                            | 10                                           | 6                                            | Keret                                        | 1.                                 | 6                                  | 5                                  | 0                                  | 1                                  | 19                                 | 6                                  |
| 1970           | Negyeddöntő                                  | 5.                                           | 4                                            | 2                                            | 1                                            | 1                                            | 6                                            | 2                                            | Keret                                        | 1.                                 | 4                                  | 3                                  | 1                                  | 0                                  | 8                                  | 1                                  |
| 1974           | nem jutott ki                                | nem jutott ki                                | nem jutott ki                                | nem jutott ki                                | nem jutott ki                                | nem jutott ki                                | nem jutott ki                                | nem jutott ki                                | nem jutott ki                                | 1.                                 | 6                                  | 3                                  | 1                                  | 2                                  | 5                                  | 4                                  |
| 1978           | nem jutott ki                                | nem jutott ki                                | nem jutott ki                                | nem jutott ki                                | nem jutott ki                                | nem jutott ki                                | nem jutott ki                                | nem jutott ki                                | nem jutott ki                                | 2.                                 | 4                                  | 2                                  | 0                                  | 2                                  | 5                                  | 3                                  |
| 1982           | Középdöntő                                   | 7.                                           | 5                                            | 2                                            | 2                                            | 1                                            | 7                                            | 4                                            | Keret                                        | 1.                                 | 8                                  | 6                                  | 2                                  | 0                                  | 20                                 | 2                                  |
| 1986           | Nyolcaddöntő                                 | 10.                                          | 4                                            | 2                                            | 1                                            | 1                                            | 12                                           | 5                                            | Keret                                        | 2.                                 | 8                                  | 4                                  | 2                                  | 2                                  | 13                                 | 8                                  |
| 1990           | Csoportkör                                   | 17.                                          | 3                                            | 1                                            | 0                                            | 2                                            | 4                                            | 4                                            | Keret                                        | 1.                                 | 8                                  | 4                                  | 3                                  | 1                                  | 11                                 | 4                                  |
| Oroszország    |                                              |                                              |                                              |                                              |                                              |                                              |                                              |                                              |                                              |                                    |                                    |                                    |                                    |                                    |                                    |                                    |
| 1994           | Csoportkör                                   | 17.                                          | 3                                            | 1                                            | 0                                            | 2                                            | 7                                            | 6                                            | Keret                                        | 2.                                 | 8                                  | 5                                  | 2                                  | 1                                  | 15                                 | 4                                  |
| 1998           | nem jutott ki                                | nem jutott ki                                | nem jutott ki                                | nem jutott ki                                | nem jutott ki                                | nem jutott ki                                | nem jutott ki                                | nem jutott ki                                | nem jutott ki                                | 2.                                 | 10                                 | 5                                  | 3                                  | 2                                  | 20                                 | 7                                  |
| 2002           | Csoportkör                                   | 22.                                          | 3                                            | 1                                            | 0                                            | 2                                            | 4                                            | 4                                            | Keret                                        | 1.                                 | 10                                 | 7                                  | 2                                  | 1                                  | 18                                 | 5                                  |
| 2006           | nem jutott ki                                | nem jutott ki                                | nem jutott ki                                | nem jutott ki                                | nem jutott ki                                | nem jutott ki                                | nem jutott ki                                | nem jutott ki                                | nem jutott ki                                | 3.                                 | 12                                 | 6                                  | 5                                  | 1                                  | 23                                 | 12                                 |
| 2010           | nem jutott ki                                | nem jutott ki                                | nem jutott ki                                | nem jutott ki                                | nem jutott ki                                | nem jutott ki                                | nem jutott ki                                | nem jutott ki                                | nem jutott ki                                | 2.                                 | 12                                 | 8                                  | 1                                  | 3                                  | 21                                 | 8                                  |
| 2014           | Csoportkör                                   | 24.                                          | 3                                            | 0                                            | 2                                            | 1                                            | 2                                            | 3                                            | Keret                                        | 1.                                 | 10                                 | 7                                  | 1                                  | 2                                  | 20                                 | 5                                  |
| 2018           | Negyeddöntő                                  | 8.                                           | 5                                            | 2                                            | 2                                            | 1                                            | 11                                           | 7                                            | Keret                                        | rendezőként automatikusan kijutott | rendezőként automatikusan kijutott | rendezőként automatikusan kijutott | rendezőként automatikusan kijutott | rendezőként automatikusan kijutott | rendezőként automatikusan kijutott | rendezőként automatikusan kijutott |
| 2022           | A FIFA és az UEFA a pótselejtezőből kizárta. | A FIFA és az UEFA a pótselejtezőből kizárta. | A FIFA és az UEFA a pótselejtezőből kizárta. | A FIFA és az UEFA a pótselejtezőből kizárta. | A FIFA és az UEFA a pótselejtezőből kizárta. | A FIFA és az UEFA a pótselejtezőből kizárta. | A FIFA és az UEFA a pótselejtezőből kizárta. | A FIFA és az UEFA a pótselejtezőből kizárta. | A FIFA és az UEFA a pótselejtezőből kizárta. | 2.                                 | 10                                 | 7                                  | 1                                  | 2                                  | 19                                 | 6                                  |
| 2026           | később                                       | később                                       | később                                       | később                                       | később                                       | később                                       | később                                       | később                                       | később                                       | később                             | később                             | később                             | később                             | később                             | később                             | később                             |
| Összesen       |                                              | 11/22                                        | 45                                           | 19                                           | 10                                           | 16                                           | 77                                           | 54                                           | –                                            | Összesen                           | 125                                | 80                                 | 24                                 | 21                                 | 246                                | 81                                 |

### Európa-bajnokság
Európa-bajnok
      Ezüstérem
      Bronzérem
      Negyedik hely
      Egészben vagy részben hazai rendezésű

| Európa-bajnokság                 | Európa-bajnokság | Európa-bajnokság | Európa-bajnokság | Európa-bajnokság | Európa-bajnokság | Európa-bajnokság | Európa-bajnokság | Európa-bajnokság | Európa-bajnokság | Selejtezők        | Selejtezők | Selejtezők | Selejtezők | Selejtezők | Selejtezők | Selejtezők |
| Év                               | Eredmény         | H.               | M                | Gy               | D                | V                | G+               | G–               | Keret            | H.                | M          | Gy         | D          | V          | G+         | G–         |
| -------------------------------- | ---------------- | ---------------- | ---------------- | ---------------- | ---------------- | ---------------- | ---------------- | ---------------- | ---------------- | ----------------- | ---------- | ---------- | ---------- | ---------- | ---------- | ---------- |
|                                  |                  |                  |                  |                  |                  |                  |                  |                  |                  |                   |            |            |            |            |            |            |
| Szovjetunió                      |                  |                  |                  |                  |                  |                  |                  |                  |                  |                   |            |            |            |            |            |            |
| 1960                             | Európa-bajnok    | 1.               | 2                | 2                | 0                | 0                | 5                | 1                | Keret            | Negyeddöntő       | 2          | 2          | 0          | 0          | 4          | 1          |
| 1964                             | Ezüstérem        | 2.               | 2                | 1                | 0                | 1                | 4                | 2                | Keret            | Negyeddöntő       | 4          | 2          | 2          | 0          | 7          | 3          |
| 1968                             | Negyedik hely    | 4.               | 2                | 0                | 1                | 1                | 0                | 2                | Keret            | 1.                | 8          | 6          | 0          | 2          | 19         | 8          |
| 1972                             | Ezüstérem        | 2.               | 2                | 1                | 0                | 1                | 1                | 3                | Keret            | 1.                | 8          | 5          | 3          | 0          | 16         | 4          |
| 1976                             | nem jutott ki    | nem jutott ki    | nem jutott ki    | nem jutott ki    | nem jutott ki    | nem jutott ki    | nem jutott ki    | nem jutott ki    | nem jutott ki    | 1.                | 8          | 4          | 1          | 3          | 12         | 10         |
| 1980                             | nem jutott ki    | nem jutott ki    | nem jutott ki    | nem jutott ki    | nem jutott ki    | nem jutott ki    | nem jutott ki    | nem jutott ki    | nem jutott ki    | 4.                | 6          | 1          | 3          | 2          | 7          | 8          |
| 1984                             | nem jutott ki    | nem jutott ki    | nem jutott ki    | nem jutott ki    | nem jutott ki    | nem jutott ki    | nem jutott ki    | nem jutott ki    | nem jutott ki    | 2.                | 6          | 4          | 1          | 1          | 11         | 2          |
| 1988                             | Ezüstérem        | 2.               | 5                | 3                | 1                | 1                | 7                | 4                | Keret            | 1.                | 8          | 5          | 3          | 0          | 14         | 3          |
| FÁK (a selejtezőben Szovjetunió) |                  |                  |                  |                  |                  |                  |                  |                  |                  |                   |            |            |            |            |            |            |
| 1992                             | Csoportkör       | 8.               | 3                | 0                | 2                | 1                | 1                | 4                | Keret            | 1.                | 8          | 5          | 3          | 0          | 13         | 2          |
| Oroszország                      |                  |                  |                  |                  |                  |                  |                  |                  |                  |                   |            |            |            |            |            |            |
| 1996                             | Csoportkör       | 14.              | 3                | 0                | 1                | 2                | 4                | 8                | Keret            | 1.                | 10         | 8          | 2          | 0          | 34         | 5          |
| 2000                             | nem jutott ki    | nem jutott ki    | nem jutott ki    | nem jutott ki    | nem jutott ki    | nem jutott ki    | nem jutott ki    | nem jutott ki    | nem jutott ki    | 3.                | 10         | 6          | 1          | 3          | 22         | 12         |
| 2004                             | Csoportkör       | 10.              | 3                | 1                | 0                | 2                | 2                | 4                | Keret            | 2. (Pótselejtező) | 10         | 5          | 3          | 2          | 20         | 12         |
| 2008                             | Elődöntő         | 3.               | 5                | 3                | 0                | 2                | 7                | 8                | Keret            | 2.                | 12         | 7          | 3          | 2          | 18         | 7          |
| 2012                             | Csoportkör       | 9.               | 3                | 1                | 1                | 1                | 5                | 3                | Keret            | 1.                | 10         | 7          | 2          | 1          | 17         | 4          |
| 2016                             | Csoportkör       | 23.              | 3                | 0                | 1                | 2                | 2                | 6                | Keret            | 2.                | 10         | 6          | 2          | 2          | 21         | 5          |
| 2020                             | Csoportkör       | 19.              | 3                | 1                | 0                | 2                | 2                | 7                | Keret            | 2.                | 10         | 8          | 0          | 2          | 33         | 8          |
| 2024                             | kizárták         | kizárták         | kizárták         | kizárták         | kizárták         | kizárták         | kizárták         | kizárták         | kizárták         | kizárták          | kizárták   | kizárták   | kizárták   | kizárták   | kizárták   | kizárták   |
| Összesen                         |                  | 12/17            | 36               | 13               | 7                | 16               | 40               | 52               | –                | Összesen          | 128        | 80         | 29         | 19         | 262        | 89         |

### UEFA Nemzetek Ligája
| Csoportkör | Csoportkör | Csoportkör | Csoportkör | Csoportkör | Csoportkör | Csoportkör | Csoportkör | Csoportkör | Csoportkör | Csoportkör      | Csoportkör | Egyenes kieséses szakasz | Egyenes kieséses szakasz | Egyenes kieséses szakasz | Egyenes kieséses szakasz | Egyenes kieséses szakasz | Egyenes kieséses szakasz | Egyenes kieséses szakasz | Egyenes kieséses szakasz | Egyenes kieséses szakasz |
| Szezon     | Liga       | Csoport    | H          | M          | Gy         | D          | V          | G+         | G–         | Feljutás/kiesés | Helyezés   | Év                       | Eredmény                 | M                        | Gy                       | D                        | V                        | G+                       | G–                       | Keret                    |
| ---------- | ---------- | ---------- | ---------- | ---------- | ---------- | ---------- | ---------- | ---------- | ---------- | --------------- | ---------- | ------------------------ | ------------------------ | ------------------------ | ------------------------ | ------------------------ | ------------------------ | ------------------------ | ------------------------ | ------------------------ |
| 2018–19    | B          | 2.         | 2.         | 4          | 2          | 1          | 1          | 4          | 3          | Állandó         | 17.        | 2019                     | nem jutott be            | nem jutott be            | nem jutott be            | nem jutott be            | nem jutott be            | nem jutott be            | nem jutott be            | nem jutott be            |
| 2020–21    | B          | 3.         | 2.         | 6          | 2          | 2          | 2          | 9          | 12         | Állandó         | 24.        | 2021                     | nem jutott be            | nem jutott be            | nem jutott be            | nem jutott be            | nem jutott be            | nem jutott be            | nem jutott be            | nem jutott be            |
| 2022–23    | B          | 2.         | kizárták   | kizárták   | kizárták   | kizárták   | kizárták   | kizárták   | kizárták   | Csökkenés       | 32.        | 2023                     | nem jutott be            | nem jutott be            | nem jutott be            | nem jutott be            | nem jutott be            | nem jutott be            | nem jutott be            | nem jutott be            |
| 2024–25    | C          |            |            |            |            |            |            |            |            |                 |            | 2025                     | nem jutott be            | nem jutott be            | nem jutott be            | nem jutott be            | nem jutott be            | nem jutott be            | nem jutott be            | nem jutott be            |
| Összesen   | Összesen   | Összesen   | Összesen   | 10         | 4          | 3          | 3          | 13         | 15         |                 |            |                          | 0/4                      | –                        | –                        | –                        | –                        | –                        | –                        |                          |

### Konföderációs kupa
| Év       | Eredmény      | Hely          | M             | Gy            | D             | V             | Rg            | Kg            |
| -------- | ------------- | ------------- | ------------- | ------------- | ------------- | ------------- | ------------- | ------------- |
| 1992     | Nem jutott be | Nem jutott be | Nem jutott be | Nem jutott be | Nem jutott be | Nem jutott be | Nem jutott be | Nem jutott be |
| 1995     | Nem jutott be | Nem jutott be | Nem jutott be | Nem jutott be | Nem jutott be | Nem jutott be | Nem jutott be | Nem jutott be |
| 1997     | Nem jutott be | Nem jutott be | Nem jutott be | Nem jutott be | Nem jutott be | Nem jutott be | Nem jutott be | Nem jutott be |
| 1999     | Nem jutott be | Nem jutott be | Nem jutott be | Nem jutott be | Nem jutott be | Nem jutott be | Nem jutott be | Nem jutott be |
| 2001     | Nem jutott be | Nem jutott be | Nem jutott be | Nem jutott be | Nem jutott be | Nem jutott be | Nem jutott be | Nem jutott be |
| 2003     | Nem jutott be | Nem jutott be | Nem jutott be | Nem jutott be | Nem jutott be | Nem jutott be | Nem jutott be | Nem jutott be |
| 2005     | Nem jutott be | Nem jutott be | Nem jutott be | Nem jutott be | Nem jutott be | Nem jutott be | Nem jutott be | Nem jutott be |
| 2009     | Nem jutott be | Nem jutott be | Nem jutott be | Nem jutott be | Nem jutott be | Nem jutott be | Nem jutott be | Nem jutott be |
| 2013     | Nem jutott be | Nem jutott be | Nem jutott be | Nem jutott be | Nem jutott be | Nem jutott be | Nem jutott be | Nem jutott be |
| 2017     | Csoportkör    | 5.            | 3             | 1             | 0             | 2             | 3             | 3             |
| Összesen |               | 1/11          | 3             | 1             | 0             | 2             | 3             | 3             |

## Mezek a válogatott története során
Az orosz labdarúgó-válogatott szereléséhez értelemszerűen az orosz nemzeti színeket használják fel, de az idő folyamán gyakran változtatták a színösszetételeket. 
A hazai szerelése 1992 és 2005 között a fehér mez, kék, piros vagy fehér nadrág és piros vagy fehér sportszár volt, amit később a piros és a bordó színek váltottak fel. A váltómez volt már piros, kék és fehér is. Leggyakrabban fehér mezből, fehér nadrágból és fehér sportszárból áll.

### Első számú
| 1992 · (Első mérkőzésükön Mexikó ellen) | 1992 | 1993 | 1994–95 | 1995 | 1996–97 | 1996 · (Ciprus ellen) | 1996 · (Izrael ellen) | 1997 | 1998 | 1998–99 |

| 2000–02 | 2002–03 | 2004–05 | 2006–07 | 2007 · (Izrael ellen) | 2008 | 2008–09 | 2009 | 2009–10 | 2011 | 2012–13 |

| 2014–15 | 2016 | 2017 | 2018–2019 | 2020– |

### Váltómez
| 1993 · (USA és Izrael ellen) | 1993 · (Izland ellen) | 1993 · (Magyarország ellen) | 1994 · (Mexikó ellen) | 1994–95 | 1996–97 | 1996 · (Brazília ellen) | 1997 · (Bulgária ellen) | 1998–2000 | 1998 · (Franciaország ellen) | 2001–02 |

| 2002–03 | 2004–05 | 2005 · (Olaszország ellen) | 2006–07 · (Lettország és Hollandia ellen) | 2007 · (Horvátország ellen) | 2008 | 2008–2009 | 2010 | 2011 | 2012–13 | 2014–15 |

| 2016 | 2018–2020 | 2018–19 | 2021–2022 |

## Játékosok

### Játékoskeret
A válogatott kerete a szeptember 3-i  Szerbia és a szeptember 6-i  Magyarország elleni Nemzetek Ligája mérkőzésekre.
A pályára lépések és gólok száma 2019. november 19-én a  San Marino elleni mérkőzés után lett frissítve.
| Szám          | Poszt   | Név                   | Születési dátum / Kor          | Válogatottság | Gólok   | Klub                     |         |         |         |
| Kapusok       | Kapusok | Kapusok               | Kapusok                        | Kapusok       | Kapusok | Kapusok                  | Kapusok | Kapusok | Kapusok |
| ------------- | ------- | --------------------- | ------------------------------ | ------------- | ------- | ------------------------ | ------- | ------- | ------- |
|               | K       | Guilherme Marinato    | 1985. december 12. (39 éves)   | 13            | 0       | Lokomotyiv Moszkva       |         |         |         |
|               | K       | Anton Sunyin          | 1987. január 27. (38 éves)     | 3             | 0       | Gyinamo Moszkva          |         |         |         |
|               | K       | Szoszlan Dzsanajev    | 1987. március 17. (38 éves)    | 1             | 0       | Szocsi                   |         |         |         |
| Védők         |         |                       |                                |               |         |                          |         |         |         |
|               | V       | Fjodor Kudrjasov      | 1987. április 5. (38 éves)     | 35            | 1       | Antalyaspor              |         |         |         |
|               | V       | Georgij Dzsikija      | 1993. november 21. (31 éves)   | 23            | 1       | Szpartak Moszkva         |         |         |         |
|               | V       | Mário Fernandes       | 1990. szeptember 19. (34 éves) | 22            | 2       | CSZKA Moszkva            |         |         |         |
|               | V       | Andrej Szemjonov      | 1989. március 24. (36 éves)    | 16            | 0       | Ahmat Groznij            |         |         |         |
|               | V       | Roman Neustädter      | 1988. február 18. (37 éves)    | 12            | 1       | klub nélküli             |         |         |         |
|               | V       | Szergej Petrov        | 1991. január 2. (34 éves)      | 5             | 1       | Krasznodar               |         |         |         |
|               | V       | Vjacseszlav Karavajev | 1995. május 20. (29 éves)      | 1             | 0       | Zenyit Szankt-Petyerburg |         |         |         |
|               | V       | Jegor Szorokin        | 1995. november 4. (29 éves)    | 1             | 0       | Krasznodar               |         |         |         |
| Középpályások |         |                       |                                |               |         |                          |         |         |         |
|               | KP      | Jurij Zsirkov         | 1983. augusztus 20. (41 éves)  | 92            | 2       | Zenyit Szankt-Petyerburg |         |         |         |
|               | KP      | Alekszandr Golovin    | 1996. május 30. (28 éves)      | 33            | 3       | Monaco                   |         |         |         |
|               | KP      | Roman Zobnyin         | 1994. február 11. (31 éves)    | 27            | 0       | Szpartak Moszkva         |         |         |         |
|               | KP      | Alekszej Ionov        | 1989. február 18. (36 éves)    | 26            | 4       | Rosztov                  |         |         |         |
|               | KP      | Magomed Ozdojev       | 1992. november 5. (32 éves)    | 21            | 3       | Zenyit Szankt-Petyerburg |         |         |         |
|               | KP      | Daler Kuzjajev        | 1993. január 15. (32 éves)     | 21            | 1       | klub nélküli             |         |         |         |
|               | KP      | Jurij Gazinszkij      | 1989. július 20. (35 éves)     | 17            | 1       | Krasznodar               |         |         |         |
|               | KP      | Anton Mirancsuk       | 1995. október 17. (29 éves)    | 11            | 1       | Lokomotyiv Moszkva       |         |         |         |
|               | KP      | Zelimhan Bakajev      | 1996. július 1. (28 éves)      | 3             | 0       | Szpartak Moszkva         |         |         |         |
|               | KP      | Andrej Mosztovoj      | 1997. november 5. (27 éves)    | 0             | 0       | Zenyit Szankt-Petyerburg |         |         |         |
|               | KP      | Rifat Zsemaletgyinov  | 1996. szeptember 20. (28 éves) | 0             | 0       | Lokomotyiv Moszkva       |         |         |         |
| Csatárok      |         |                       |                                |               |         |                          |         |         |         |
|               | CS      | Artyom Dzjuba         | 1988. augusztus 22. (36 éves)  | 42            | 24      | Zenyit Szankt-Petyerburg |         |         |         |
|               | CS      | Fjodor Szmolov        | 1990. február 5. (35 éves)     | 39            | 14      | Lokomotyiv Moszkva       |         |         |         |
|               | CS      | Nyikolaj Komlicsenko  | 1995. június 29. (29 éves)     | 3             | 1       | Gyinamo Moszkva          |         |         |         |
|               | CS      | Jevgenyij Lucenko     | 1987. január 25. (38 éves)     | 0             | 0       | Arszenal Tula            |         |         |         |

### A válogatott bő keretéhez tartozó játékosok
| Szám | Poszt | Név                  | Születési dátum / Kor          | Válogatottság | Gólok | Klub                     |
| ---- | ----- | -------------------- | ------------------------------ | ------------- | ----- | ------------------------ |
|      | K     | Andrej Lunyov        | 1991. november 13. (33 éves)   | 7             | 0     | Zenyit Szankt-Petyerburg |
|      | V     | Makszim Beljaev      | 1991. szeptember 30. (33 éves) | 1             | 0     | Arszenal Tula            |
|      | V     | Dmitrij Csisztyakov  | 1994. január 13. (31 éves)     | 0             | 0     | Rosztov                  |
|      | V     | Vlagyiszlav Ignatyev | 1987. január 20. (38 éves)     | 5             | 0     | Lokomotyiv Moszkva       |
|      | KP    | Alekszej Mirancsuk   | 1995. október 17. (29 éves)    | 25            | 5     | Lokomotyiv Moszkva       |
|      | KP    | Alekszandr Jerohin   | 1989. október 13. (35 éves)    | 24            | 1     | Zenyit                   |
|      | KP    | Ilzat Ahmetov        | 1997. december 31. (27 éves)   | 7             | 0     | CSZKA Moszkva            |
|      | KP    | Danyiil Fomin        | 1997. március 2. (28 éves)     | 0             | 0     | Gyinamo Moszkva          |
|      | KP    | Gyenyisz Cserisev    | 1990. december 26. (34 éves)   | 25            | 11    | Valencia                 |
|      | KP    | Dmitrij Barinov      | 1996. szeptember 11. (28 éves) | 4             | 0     | Lokomotyiv Moszkva       |
|      | KP    | Pavel Mogilevec      | 1993. január 25. (32 éves)     | 4             | 0     | Rubin Kazany             |
|      | KP    | Ruszlan Kambolov     | 1990. január 1. (35 éves)      | 6             | 0     | Krasznodar               |
|      | CS    | Alekszandr Szobolev  | 1997. március 7. (28 éves)     | 0             | 0     | Szpartak Moszkva         |

## Válogatottsági rekordok

### A legtöbb válogatottsággal rendelkező játékosok
Az adatok 2021. november 14. állapotoknak felelnek meg.
- A még aktív játékosok (félkövérrel) vannak megjelölve.
- A lista nem tartalmazza az Orosz Birodalom (1910−1914), a Szovjetunió (1924−1991) és a FÁK válogatottjában (1992) szereplő játékosokat.

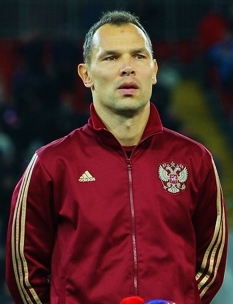
Szergej Ignasevics a válogatottsági rekorder 127 mérkőzéssel.

| Rank | Játékos                 | Mérkőzés | Gólok | Időszak   |
| ---- | ----------------------- | -------- | ----- | --------- |
| 1    | Szergej Ignasevics      | 127      | 8     | 2002–2018 |
| 2    | Igor Akinfejev          | 111      | 0     | 2004–2018 |
| 3    | Viktor Onopko           | 109      | 7     | 1992–2004 |
| 4    | Jurij Zsirkov           | 105      | 2     | 2005–2021 |
| 5    | Vaszilij Berezuckij     | 101      | 5     | 2003–2016 |
| 6    | Alekszandr Kerzsakov    | 90       | 30    | 2002–2016 |
| 7    | Alekszandr Anyukov      | 76       | 1     | 2004–2013 |
| 8    | Andrej Arsavin          | 74       | 17    | 2002–2012 |
| 9    | Valerij Karpin          | 72       | 17    | 1992–2003 |
| 10   | Vlagyimir Beszcsasztnih | 71       | 26    | 1992–2003 |

Megjegyzések
1. ↑  Négy mérkőzésen pályára lépett a FÁK válogatottjában is

1. ↑  Egy mérkőzésen pályára lépett a FÁK válogatottjában is

### Legtöbb gólt szerző játékosok
Az adatok 2021. november 14. állapotoknak felelnek meg.
- A még aktív játékosok (félkövérrel) vannak megjelölve.

| #  | Játékos                 | Gólok | Mérkőzés | Arány | Időszak   |
| -- | ----------------------- | ----- | -------- | ----- | --------- |
| 1  | Artyom Dzjuba           | 30    | 55       | 0.55  | 2011–2021 |
| 1  | Alekszandr Kerzsakov    | 30    | 90       | 0.33  | 2002–2016 |
| 3  | Vlagyimir Beszcsasztnih | 26    | 71       | 0.37  | 1992–2003 |
| 4  | Roman Pavljucsenko      | 21    | 50       | 0.42  | 2003–2012 |
| 5  | Valerij Karpin          | 17    | 72       | 0.24  | 1992–2003 |
| 5  | Andrej Arsavin          | 17    | 74       | 0.23  | 2002–2012 |
| 7  | Fjodor Szmolov          | 16    | 44       | 0.36  | 2012–2021 |
| 8  | Dmitrij Szicsov         | 15    | 47       | 0.32  | 2002–2010 |
| 9  | Roman Sirokov           | 13    | 56       | 0.23  | 2008–2016 |
| 10 | Gyenyisz Cserisev       | 12    | 33       | 0.36  | 2012–2021 |
| 10 | Igor Kolivanov          | 12    | 35       | 0.34  | 1992–1998 |
| 10 | Alekszandr Kokorin      | 12    | 47       | 0.26  | 2011–2017 |

Megjegyzések
1. ↑  19 mérkőzésen pályára lépett a szovjet válogatottban és 2 gólt szerzett, illetve 5 mérkőzésen 1 alkalommal volt eredményes a FÁK válogatottjában is

1. ↑  A FIFA a szovjet válogatottban 42 gólt szerző Oleh Blohint tartja Oroszország legeredményesebb játékosának, mert az orosz válogatottat a szovjet jogutódjának tekinti.

### Ismertebb játékosok
| - Dmitrij Alenyicsev - Vlagyimir Beszcsasztnih - Ilja Cimbalar - Dmitrij Harin - Dmitrij Hohlov - Andrej Kancselszkisz - Valerij Karpin - Andrej Karjaka - Szergej Kirjakov - Igor Kolivanov - Igor Kornyejev - Jurij Kovtun | - Dmitrij Loszkov - Alekszandr Mosztovoj - Ruszlan Nyigmatullin - Jurij Nyikiforov - Viktor Onopko - Szergej Ovcsinnyikov - Oleg Szalenko - Igor Salimov - Igor Szimutyenkov - Alekszej Szmertyin - Omari Tyetradze - Jegor Tyitov |

## Szövetségi kapitányok
- Pavel Szadirin (1992–1994)
- Oleg Romancev (1994–1996)
- Borisz Ignatyev (1996–1998)
- Anatolij Bisovec (1998)
- Romancev (1999–2002)
- Valerij Gazzajev (2002–2003)
- Georgij Jarcev (2003–2005)
- Jurij Szjomin (2005)
- Alekszandr Borogyuk (2006)
- Guus Hiddink (2006–2010)
- Dick Advocaat (2011–2012)
- Fabio Capello (2012–2015)
- Leonyid Szluckij (2015–2016)
- Sztanyiszlav Csercseszov (2016–2021)
- Valerij Karpin (2021–)

## Stadion
Az orosz labdarúgó-válogatott nemzeti stadionja az 1956-ban megnyitott Luzsnyiki Stadion.

## Lásd még
- Orosz U21-es labdarúgó-válogatott
- Orosz női labdarúgó-válogatott
- Szovjet labdarúgó-válogatott
- Szovjet U21-es labdarúgó-válogatott
- Szovjet női labdarúgó-válogatott
- FÁK labdarúgó-válogatott

## Külső hivatkozások
- Az Orosz Labdarúgó-szövetség hivatalos oldala (angolul) (oroszul)
- Az orosz labdarúgó-válogatott oldala (angolul) (oroszul)
- Orosz oldal a labdarúgó-válogatottról Archiválva 2018. június 18-i dátummal a Wayback Machine-ben (oroszul)
- Oroszország a FIFA.com-on Archiválva 2008. július 1-i dátummal a Wayback Machine-ben (angolul)
- Oroszország az UEFA.com-on (angolul)
- Oroszország mérkőzéseinek eredményei az rsssf.com-on (angolul)
- Orosz válogatott játékosok az rsssf.com-on (angolul)
- Oroszország mérkőzéseinek eredményei az EloRatings.net-en (angolul)
- Oroszország a national-football-teams.com-on (angolul)
- Horvátország mérkőzéseinek eredményei a Roon BA-n (angolul)
- Oroszország a transfermarkt.de-n (németül)
- Oroszország a weltussball.de-n (németül)
- Oroszország a fedefutbol.net-en (spanyolul)